# موسی بن نصیر
موسی بن نُصَیْر لخمی، یکی از سرداران عرب نامی دستگاه اموی که در زمان ولید بن عبدالملک، توسط عبدالله بن مروان، امیر مصر، در سال ۸۹ هجری به حکومت افریقیه رسید و در روند فتوحات به سمت مغرب و اندلس تأثیر بسزایی داشت.

## زندگی‌نامه
موسی در سال ۱۹ هجری هم‌زمان با خلافت عمر بن خطاب در وادی‌القری شمال حجاز متولد شد. در مورد نسب وی اختلاف نظر وجود دارد؛ طبری نسب وی را به بکر بن وائل می‌رساند که پدرش نصیر از مردانی بود که در نبرد عین‌التمر بدست خالد بن ولید اسیر شد ولی ابن خلکان وی را از موالی بنی‌لخم می‌داند که پدرش از نگهبانان معاویة بن ابی‌سفیان بوده‌است که سپس به خدمت عبدالعزیز بن مروان درآمده‌است.

## روند رسیدن به منصب و قدرت
از آغاز زندگی وی اطلاعاتی اندکی وجود دارد اما وی در اوایل جوانی به برخی از مناصب سپاهی و اداری رسید و قبل از رسیدن به امارت افریقیه، در چند حمله دریایی به قبرس و جزایر نزدیک آن شرکت کرده‌است. وی در زمان عبدالملک بن مروان، که برادر خود را بشر بن مروان امیر بصره کرده بود، به عنوان همکار بشر به بصره رفت اما بعد از آمدن حجاج بن یوسف به عراق، به جرم اختلاس متهم شد اما با شفاعت عبدالعزیز بن مروان از مرگ راهی یافت و به همراه وی عازم مصر گردید و پس از مدتی در سال ۸۶ تا ۸۹ هجری به حکومت افریقیه رسید.
موسی در اولین اقدام پس از استقرار، شورش‌های بربرها را که قدعلم کرده بودند، سرکوب کرد و تمامی قبایل بربر مثل هواره، زنانه، کنامه و منهاجه و … را تابع خود نمود و سپس عازم مغرب شد و تا طنجه که آخرین پناهگاه شورشیان حمله کرد و آنجا را فتح کرد و طارق بن زیاد به عنوان امیر آن امارت منصوب کرد. بعد از آن که به صحاری مغرب الاقصی لشکرکشی کرد و تمامی توطئه‌گران را سرکوب کرد و غنائم زیادی را کسب کرد.
بعداز پایان نبرد و جنگ‌ها، وی مبادرت به نشر اسلام در میان قبایل بربر پرداخت و توانست خیل عظیمی از بربرها را سمت اسلام سوق دهد. وی برای مقابله با حملات احتمالی رومیان، کارخانه کشتی سازی در نزدیکی قرطاجنه تأسیس کرد تا نیروی دریایی برای ادامه فتوحات در اختیار داشته باشد و حتی پسر خود، عبدالله را برای فتح جزایر اطراف فرستاد و پسرش توانست متصرفاتی از سرزمین گوت‌ها بدست آورد، هرچند که این فتوحات پسر موسی، پایدار نبودند.

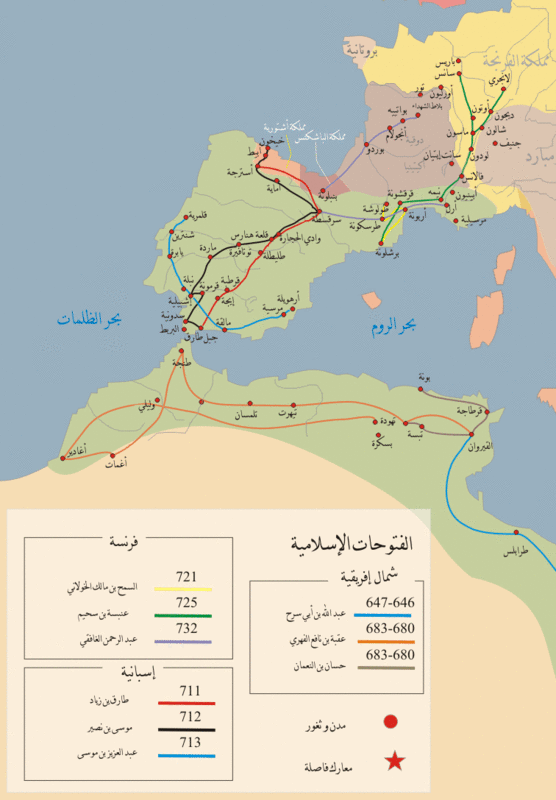
مسیر پیشروی مسلمین در شمال آفریقا و اندلس

طارق نیز مانند طریف بن مالک موفق بود و توانست مناطقی را تصرف کرده و عاملان ردریک را شکست دهد. بعد از این واقعه بود که ردریک از خطر و بیم مسلمانان آگاه شد و درصدد مقابله برآمد. پس به همراه ۹۰هزار نفر عازم جنوب شد تا مسلمانان را خاک اسپانیا فراری دهد. موسی برای مقابل با تهدید ردریک، یک لشکر به همراه ژولیان را به کمک طارق فرستاد. پس جنگی بین طرفین در کنار نهر گوادالته آغاز شد (۹۲ هجری/۷۱۱ میلادی) که با پیروزی طارق و سپاهیانش همراه بود که بزرگترین غنیمت این نبرد، نابودی سلطه گوت‌ها بر اسپانیا و فتح آن برای اسلام بود.
بعداز این بود که فتوحات مسلمین توسط طارق بن زیاد و زیرنظر موسی بن نصیر ادامه یافت و مسلمانان توانستند تا ساحل خلیج بسکونیه پیشروی کنند تا اینکه پیشروی‌های طارق به پایان رسید.
در این هنگام، موسی بن نصیر دستور فتوحات و بازگشت طارق به طلیطله فرستاد چون همواره از به خطر افتادن جان مسلمانان در اعماق سرزمین‌های ناشناخته می‌ترسید.
در سال ۹۳ هجری، موسی به همراه ۱۰ هزار عرب و ۸ هزار بربر عازم اسپانیا شد تا فتوحات را زیرنظر خود ادامه دهد. وی ابتدا برشذونه، سپس قرمونه و در آخر به اشبیلیه حمله برد و توانست آن شهرها را که از شهرهای بزرگ اندلس بودند، تسخیر کنند. با فتح اشبیلیه، موسی با لشکریان خود عازم طلیطله شد و در آنجا بود که از طارق بن زیاد خشمگین شد و دستور زندانی کردن وی را داد ولی بعد از مدتی وی را آزاد و به مقام سابق خود بازگردانند.

## پایان فتوحات
با فرونشستن آتش خشم موسی، وی به همراه طارق عازم شرق اسپانیا شد و توانستند ولایت آراگون و شهرهای آن مثل برشلونه را مسخر کرده و عازم منطقه پیرنه شوند. در آنجا طارق و موسی از یکدیگر جدا شده و هرکدام به سمتی رفتند. موسی به کوه‌های پیرنه رفت تا قلعه‌های گوت‌ها را تسخیر کند. در این وی طرحی برای ادامه فتوحات در مناطق دیگر اروپا مثل لومباردی و رم مطرح کرد و در طی نامه‌ای به ولید فرستاد ولی خلیفه در جواب، وی را از انجام این طرح برحذر کرد بنابراین ادامه فتوحات در مناطق شرقی متوقف شد اما موسی دست از تلاش برنداشت و به فکر تسخیر قلعه‌های باقی مانده افتاد. در حین این فتوحات بود که دستگاه خلافت وی و طارق را به دمشق فراخواند بدین ترتیب بود که روند فتوحات در بخش اروپا به‌طور کامل متوفف شد. طارق قبل از حرکت به دمشق، اوضاع و امور اندلس را سر و سامان داد و پایتخت را از طلیطله به اشبیلیه منتقل کرد.
همچنین مناطق مفتوحه را بین فرزندانش تقسیم کرد: اندلس را به عبدالعزیز، مغرب الاقصی را به عبدالملک و افریقیه را به عبدالله واگذار کرد پس از آن بود که به همراه طارق بن زیاد در سال ۹۵هجری/۷۱۵ میلادی راهی شرق شد.

## اواخر عمر
موسی در عهد ولید بن عبدالملک وارد دمشق شد اما ولید در هنگام ورود وی در بستر بیماری قرار داشت و پس از مدتی درگذشت. بعد از ولید، سلیمان بن ولید، به حکومت رسید و به دلیل اختلافات شخصی با موسی، قصد داشت وی و پسرانش از کار به جرم اختلاس عزل کند و موسی را به زندان افکند که با وساطت یزید بن مهلب از انجام این کار منصرف شد ولی در عوض زندانی کردن، او را خوار کرد و سرانجام در سال ۹۷ هجری، موسی در زادگاه خود، وادی القری در شمال حجاز درگذشت.